# Bistrica e Deçanit
Die Bistrica e Deçanit (albanisch auch Lumbardh i Deçanit, serbisch Дечанска Бистрица Dečanska Bistrica) ist ein 53 Kilometer langer Fluss im Westen des Kosovo. Er entwässert Teile der Albanischen Alpen an der Westgrenze des Kosovos zu Albanien und Montenegro nördlich der Gjeravica.
Der Fluss entspringt im Berggebiet Bogiçevica nahe der Grenze zu Montenegro und fließt Richtung Osten durch den Nationalpark Bjeshkët e Nemuna. Nach einigen Kilometern wechselt die Richtung mehr nach Südost. In einem kleinen Wasserkraftwerk wird Energie gewonnen. Der Lumbardh nimmt danach rechts einen Seitenarm auf, der von den Nordwesthängen der Gjeravica kommt. Beim Austritt aus dem Gebirge befindet sich das Kloster Visoki Dečani. Der Lumbardh passiert dann die Stadt Deçan, die namensgebend für den Fluss ist, etwas nördlich des Zentrums. Es zieht sich durch die Ebene nach Osten und passiert das nach ihm benannte Dorf Lumbardh. Er mündet weiter östlich bei Kralan in den Weißen Drin.